# Lenka Hlávková
Lenka Hlávková, geboren als Lenka Mráčková, (Louny, 17 augustus 1974 – Praag, 21 december 2023) was een Tsjechisch musicologe en directrice van het Instituut voor Muziekwetenschap aan de Karelsuniversiteit Praag.

## Carrière
Hlávková studeerde muziekwetenschappen aan de Karelsuniversiteit Praag. In 1998 behaalde ze haar master, in 2004 gevolgd door haar doctoraat. Tijdens haar studie liep ze stages in het buitenland, onder meer aan de Humboldtuniversiteit in Berlijn (1999–2000). Na het behalen van haar doctoraat werkte Hlávková als assistent-professor aan het Instituut voor Muziekwetenschap aan de Karelsuniversiteit Praag. In 2012 werd ze gepromoveerd tot directrice van het instituut. In 2015 werd ze adjunct-directrice, maar in december 2021 werd ze opnieuw benoemd tot volwaardig directrice.
Hlávková heeft deel uit gemaakt van verschillende onderzoeksprojecten en is auteur van diverse artikelen en papers. Vanaf 2019 was ze lid van het wetenschappelijk genootschap Academia Europaea in Cambridge en de Europese Academie van Wetenschappen en Kunsten. 
Aan de Karelsuniversiteit was ze lid van de Ethische Commissie van de Faculteit der Letteren van de Karelsuniversiteit. Ook was ze actief lid van een vakbondsorganisatie en organisator van vele muzikale en sociale evenementen. Onder studenten en collega's stond ze bekend als een buitengewoon behulpzame en ondersteunende docent.

## Expertise
Hlávková's expertise lag in de geschiedenis van renaissancemuziek, met name muziek van vóór 1600, en de muziekcultuur van Centraal-Europa in de late middeleeuwen. Een van haar belangrijkste doelstellingen was het beter in kaart brengen en actualiseren van muzikale tradities uit de Hussitische periode.

## Privéleven
Hlávková was getrouwd en had twee kinderen. In haar vrije tijd beoefende ze karate.
Op 21 december 2023 overleed Hlávková nadat ze tijdens een aanslag op de Karelsuniversiteit was neergeschoten. Op het moment van de schietpartij was ze op weg van haar kantoor op de vierde verdieping naar de aula om een uitvoering van adventszang van de tweedejaarsstudenten bij te wonen. Eerder had ze de studenten nog begeleid bij het voorbereiden ervan.